# José Guerra (militar)
José Guerra (1784-Montevideo, Uruguay, 26 de noviembre de 1867), militar español que actuara en la Primera Guerra Carlista y en las luchas civiles del Uruguay.

## Biografía
Participó en su juventud en la Guerra de Independencia Española (1808-1813). Al producirse la disputa sucesoria del final del reinado de Fernando VII, Guerra se declaró partidario del infante Carlos María Isidro de Borbón, participando en la Primera Guerra Carlista, donde se destacó en la batalla de Barbastro (1837). El pretendiente nombró a Guerra como Comandante tras la victoria.
Tras el final del conflicto, Guerra emigró, como otros partidarios de la causa carlista, al Uruguay, donde al contrario de la mayoría de sus camaradas de armas, se puso al servicio del presidente Fructuoso Rivera (la mayoría revistaron en el bando del presidente derrocado Manuel Oribe). En 1842 comandó el Batallón de Aguerridos Españoles en la guerra entre Rivera y el caudillo argentino Juan Manuel de Rosas, pero no llega a entrar en combate ya que en camino hacia Entre Ríos, recibió orden de regresar a Montevideo tras la batalla de Arroyo Grande, en que Rivera fuera derrotado. Durante el Sitio Grande comandó diversas unidades militares a las órdenes del Gobierno de la Defensa.
En 1851, al finalizar el conflicto, José Guerra fue formalmente incorporado al ejército uruguayo, como comandante de frontera. Designado Jefe Político y de Policía de Montevideo el 19 de septiembre de 1853, permaneció pocos meses en el cargo, hasta el 6 de abril de 1854. Poco después sería nombrado encargado de negocios del Uruguay ante la Confederación Argentina, cargo que ocuparía hasta 1858.
El gobierno de Bernardo Berro lo dio de baja del ejército en febrero de 1861 al aparecer su firma en una convocatoria de homenaje a los Mártires de Quinteros, lo que contravenía los decretos vigentes por entonces de prohibición de las divisas partidarias. Al triunfar la insurrección de Venancio Flores en 1865, Guerra fue restituido al escalafón militar y fue nombrado administrador de correos por un breve término, tras el cual ocupó otros cargos militares, falleciendo en Montevideo el 26 de noviembre de 1867.